# Giorgi Mamardashvili
Giorgi Mamardashvili (in georgiano გიორგი მამარდაშვილი?; Tbilisi, 29 settembre 2000) è un calciatore georgiano, portiere del Liverpool e della nazionale georgiana.

## Biografia
Suo padre Davit era anch'egli un portiere.

## Caratteristiche tecniche
Nonostante la stazza è un portiere agile, bravo nel posizionarsi e dotato di ottimi riflessi.

## Carriera

### Club

#### Gli inizi
Cresciuto nel settore giovanile della Dinamo Tbilisi, nel 2018 viene promosso in prima squadra dove però non riesce a esordire. Nel 2019 viene prestato al Rustavi, dove debutta fra i professionisti il 3 marzo in occasione dell'incontro di Erovnuli Liga perso 4-1 contro il Lok’omot’ivi Tbilisi. Terminata la stagione viene prestato alla Lok’omot’ivi Tbilisi per le stagioni 2020 e 2021, dove colleziona 35 presenze fra campionato e coppe.

#### Valencia
Il 7 giugno 2021 viene ceduto in prestito con opzione di acquisto al Valencia, che inizialmente lo aggrega al Valencia Mestalla; dopo aver trascorso il ritiro estivo con la prima squadra, il tecnico José Bordalás decide di promuoverlo definitivamente e il 13 agosto debutta in Primera División giocando l'incontro vinto 1-0 contro il Getafe.
Il 31 dicembre 2021 viene riscattato dagli iberici.
Il 27 agosto 2024 firma con il Liverpool, che contestualmente lo lascia un altro anno in prestito al Valencia.

### Nazionale
Nel 2020 ha esordito con la nazionale georgiana Under-21, con la quale nel 2023 ha partecipato agli Europei di categoria.
L'8 settembre 2021 debutta con la nazionale maggiore disputando da titolare l'amichevole persa 4-1 contro la Bulgaria.
Il 26 marzo 2024 contribuisce alla prima storica qualificazione della Georgia a un campionato europeo di calcio nella finale dei play-off contro la Grecia, valida per l'accesso a Germania 2024: terminata 0-0 ai tempi supplementari, all'epilogo dei tiri di rigore il portiere neutralizza il tentativo di Anastasios Bakasetas, regalando così la vittoria finale sugli ellenici per 4-2.
Convocato per la fase finale della rassegna continentale, grazie alle buone prestazioni offerte contribuisce a fare arrivare la sua squadra agli ottavi, in cui è stata eliminata per 4-1 dalla Spagna.

## Statistiche

### Presenze e reti nei club
Statistiche aggiornate al 16 agosto 2025.
| Stagione                  | Squadra                   | Campionato                | Campionato | Campionato | Coppe nazionali | Coppe nazionali | Coppe nazionali | Coppe continentali | Coppe continentali | Coppe continentali | Altre coppe | Altre coppe | Altre coppe | Totale | Totale | Totale |
| Stagione                  | Squadra                   | Comp                      | Pres       | Reti       | Comp            | Pres            | Reti            | Comp               | Pres               | Reti               | Comp        | Pres        | Reti        | Pres   | Reti   |        |
| ------------------------- | ------------------------- | ------------------------- | ---------- | ---------- | --------------- | --------------- | --------------- | ------------------ | ------------------ | ------------------ | ----------- | ----------- | ----------- | ------ | ------ | ------ |
| 2018                      | Dinamo Tbilisi            | EL                        | 0          | 0          | CG              | 0               | 0               | UEL                | 0                  | 0                  |             | -           | -           | 0      | 0      |        |
| 2019                      | Rustavi                   | EL                        | 30         | -45        | CG              | 2               | 0               |                    | -                  | -                  |             | -           | -           | 32     | -45    |        |
| 2020                      | Lok’omot’ivi Tbilisi      | EL                        | 11         | -11        | CG              | 1               | -2              |                    | -                  | -                  |             | -           | -           | 12     | -13    |        |
| 2021                      | Lok’omot’ivi Tbilisi      | EL                        | 18         | -26        | CG              | 2               | -2              | UEL                | 3                  | -4                 |             | -           | -           | 23     | -32    |        |
| Totale Lokomotivi Tbilisi | Totale Lokomotivi Tbilisi | Totale Lokomotivi Tbilisi | 29         | -37        |                 | 3               | -4              |                    | 3                  | -4                 |             | -           | -           | 35     | -45    |        |
| 2021-2022                 | Valencia                  | PD                        | 18         | -20        | CR              | 3               | -2              |                    | -                  | -                  |             | -           | -           | 21     | -22    |        |
| 2022-2023                 | Valencia                  | PD                        | 38         | -45        | CR              | 3               | -3              |                    | -                  | -                  | SS          | 1           | -1          | 42     | -49    |        |
| 2023-2024                 | Valencia                  | PD                        | 37         | -41        | CR              | 0               | 0               |                    | -                  | -                  |             | -           | -           | 37     | -41    |        |
| 2024-2025                 | Valencia                  | PD                        | 32         | -46        | CR              | 0               | 0               |                    | -                  | -                  |             | -           | -           | 32     | -46    |        |
| Totale Valencia           | Totale Valencia           | Totale Valencia           | 125        | -152       |                 | 6               | -5              |                    | -                  | -                  |             | 1           | -1          | 125    | -158   |        |
| 2025-2026                 | Liverpool                 | PL                        | 0          | -0         | FACup+CdL       | 0+0             | -0              | UCL                | 0                  | -0                 | CS          | 0           | -0          | 0      | -0     |        |
| Totale carriera           | Totale carriera           | Totale carriera           | 184        | -234       |                 | 11              | -9              |                    | 3                  | -4                 |             | 1           | -1          | 199    | -248   |        |

### Cronologia presenze e reti in nazionale
| Cronologia completa delle presenze e delle reti in nazionale ― Georgia | Cronologia completa delle presenze e delle reti in nazionale ― Georgia | Cronologia completa delle presenze e delle reti in nazionale ― Georgia | Cronologia completa delle presenze e delle reti in nazionale ― Georgia | Cronologia completa delle presenze e delle reti in nazionale ― Georgia | Cronologia completa delle presenze e delle reti in nazionale ― Georgia | Cronologia completa delle presenze e delle reti in nazionale ― Georgia | Cronologia completa delle presenze e delle reti in nazionale ― Georgia |
| Data                                                                   | Città                                                                  | In casa                                                                | Risultato                                                              | Ospiti                                                                 | Competizione                                                           | Reti                                                                   | Note                                                                   |
| ---------------------------------------------------------------------- | ---------------------------------------------------------------------- | ---------------------------------------------------------------------- | ---------------------------------------------------------------------- | ---------------------------------------------------------------------- | ---------------------------------------------------------------------- | ---------------------------------------------------------------------- | ---------------------------------------------------------------------- |
| 8-9-2021                                                               | Sofia                                                                  | Bulgaria                                                               | 4 – 1                                                                  | Georgia                                                                | Amichevole                                                             | -4                                                                     |                                                                        |
| 29-3-2022                                                              | Tirana                                                                 | Albania                                                                | 0 – 0                                                                  | Georgia                                                                | Amichevole                                                             | -                                                                      | 80’                                                                    |
| 9-6-2022                                                               | Skopje                                                                 | Macedonia del Nord                                                     | 0 – 3                                                                  | Georgia                                                                | UEFA Nations League 2022-2023 - 1º turno                               | -                                                                      |                                                                        |
| 23-9-2022                                                              | Tbilisi                                                                | Georgia                                                                | 2 – 0                                                                  | Macedonia del Nord                                                     | UEFA Nations League 2022-2023 - 1º turno                               | -                                                                      |                                                                        |
| 26-9-2022                                                              | Gibilterra                                                             | Gibilterra                                                             | 1 – 2                                                                  | Georgia                                                                | UEFA Nations League 2022-2023 - 1º turno                               | -1                                                                     | 46’                                                                    |
| 17-11-2022                                                             | Sharja                                                                 | Marocco                                                                | 3 – 0                                                                  | Georgia                                                                | Amichevole                                                             | -3                                                                     |                                                                        |
| 28-3-2023                                                              | Batumi                                                                 | Georgia                                                                | 1 – 1                                                                  | Norvegia                                                               | Qual. Euro 2024                                                        | -1                                                                     |                                                                        |
| 17-6-2023                                                              | Larnaca                                                                | Cipro                                                                  | 1 – 2                                                                  | Georgia                                                                | Qual. Euro 2024                                                        | -1                                                                     |                                                                        |
| 20-6-2023                                                              | Glasgow                                                                | Scozia                                                                 | 2 – 0                                                                  | Georgia                                                                | Qual. Euro 2024                                                        | -2                                                                     |                                                                        |
| 8-9-2023                                                               | Tbilisi                                                                | Georgia                                                                | 1 – 7                                                                  | Spagna                                                                 | Qual. Euro 2024                                                        | -7                                                                     |                                                                        |
| 12-9-2023                                                              | Oslo                                                                   | Norvegia                                                               | 2 – 1                                                                  | Georgia                                                                | Qual. Euro 2024                                                        | -2                                                                     |                                                                        |
| 15-10-2023                                                             | Tbilisi                                                                | Georgia                                                                | 4 – 0                                                                  | Cipro                                                                  | Qual. Euro 2024                                                        | -                                                                      |                                                                        |
| 16-11-2023                                                             | Tbilisi                                                                | Georgia                                                                | 2 – 2                                                                  | Scozia                                                                 | Qual. Euro 2024                                                        | -2                                                                     |                                                                        |
| 19-11-2023                                                             | Valladolid                                                             | Spagna                                                                 | 3 – 1                                                                  | Georgia                                                                | Qual. Euro 2024                                                        | -3                                                                     |                                                                        |
| 21-3-2024                                                              | Tbilisi                                                                | Georgia                                                                | 2 – 0                                                                  | Lussemburgo                                                            | Qual. Euro 2024                                                        | -                                                                      |                                                                        |
| 26-3-2024                                                              | Tbilisi                                                                | Georgia                                                                | 0 – 0 dts (4 – 2 dtr)                                                  | Grecia                                                                 | Qual. Euro 2024                                                        | -                                                                      |                                                                        |
| 9-6-2024                                                               | Podgorica                                                              | Montenegro                                                             | 1 – 3                                                                  | Georgia                                                                | Amichevole                                                             | -1                                                                     |                                                                        |
| 18-6-2024                                                              | Dortmund                                                               | Turchia                                                                | 3 – 1                                                                  | Georgia                                                                | Euro 2024 - 1º turno                                                   | -3                                                                     |                                                                        |
| 22-6-2024                                                              | Amburgo                                                                | Georgia                                                                | 1 – 1                                                                  | Rep. Ceca                                                              | Euro 2024 - 1º turno                                                   | -1                                                                     |                                                                        |
| 26-6-2024                                                              | Gelsenkirchen                                                          | Georgia                                                                | 2 – 0                                                                  | Portogallo                                                             | Euro 2024 - 1º turno                                                   | -                                                                      |                                                                        |
| 30-6-2024                                                              | Colonia                                                                | Spagna                                                                 | 4 – 1                                                                  | Georgia                                                                | Euro 2024 - Ottavi di finale                                           | -4                                                                     |                                                                        |
| 7-9-2024                                                               | Tbilisi                                                                | Georgia                                                                | 4 – 1                                                                  | Rep. Ceca                                                              | UEFA Nations League 2024-2025 - 1º turno                               | -1                                                                     |                                                                        |
| 10-9-2024                                                              | Tirana                                                                 | Albania                                                                | 0 – 1                                                                  | Georgia                                                                | UEFA Nations League 2024-2025 - 1º turno                               | -                                                                      |                                                                        |
| 11-10-2024                                                             | Poznań                                                                 | Ucraina                                                                | 1 – 0                                                                  | Georgia                                                                | UEFA Nations League 2024-2025 - 1º turno                               | -1                                                                     |                                                                        |
| 14-10-2024                                                             | Tbilisi                                                                | Georgia                                                                | 0 – 1                                                                  | Albania                                                                | UEFA Nations League 2024-2025 - 1º turno                               | -1                                                                     |                                                                        |
| 16-11-2024                                                             | Batumi                                                                 | Georgia                                                                | 1 – 1                                                                  | Ucraina                                                                | UEFA Nations League 2024-2025 - 1º turno                               | -1                                                                     |                                                                        |
| 19-11-2024                                                             | Olomouc                                                                | Rep. Ceca                                                              | 2 – 1                                                                  | Georgia                                                                | UEFA Nations League 2024-2025 - 1º turno                               | -2                                                                     |                                                                        |
| 20-3-2025                                                              | Erevan                                                                 | Armenia                                                                | 0 – 3                                                                  | Georgia                                                                | UEFA Nations League 2024-2025 - Play-off                               | -                                                                      |                                                                        |
| 23-3-2025                                                              | Tbilisi                                                                | Georgia                                                                | 6 – 1                                                                  | Armenia                                                                | UEFA Nations League 2024-2025 - Play-off                               | -1                                                                     |                                                                        |
| Totale                                                                 |                                                                        | Presenze                                                               | 29                                                                     |                                                                        | Reti                                                                   | -42                                                                    |                                                                        |